# سيرجي زويف
سيرجي زويف (بالروسية: Зуев, Сергей Николаевич)‏ هو لاعب كرة الصالات ‏ ولاعب كرة قدم روسي في مركز حراسة المرمى، ولد في 20 فبراير 1980 في سفيرويرالسك في روسيا. لعب مع MFK Dina Moskva ‏.

## وصلات خارجية
- سيرجي زويف على موقع الاتحاد الدولي (مؤرشف)  (الإنجليزية)